# Capilla palatina de Palermo
La capilla Palatina (en italiano Cappella Palatina) es la capilla real de los reyes normandos de Sicilia situada en el centro de la planta baja del palacio real.
Encargada en 1132 por Rogelio II de Sicilia como reemplazo de la capilla anterior (actualmente la cripta) construida alrededor de 1080. Su edificación demoró ocho años y otros más para su decoración con mosaicos y obras de arte. El santuario, dedicado a san Pedro, posee una cúpula de basílica. Tiene tres ábsides, usual en la arquitectura bizantina, y seis arcos ojivales (tres en cada lado de la nave central), que descansan sobre columnas clásicas recicladas.
En julio de 2015, el conjunto «Palermo árabe-normando y las catedrales de Cefalú y Monreale» fue incluido en la lista del patrimonio de la Humanidad por la Unesco. La capilla Palatina es uno de los nueve bienes individuales que comprende la declaración (con el ID 1487-001).

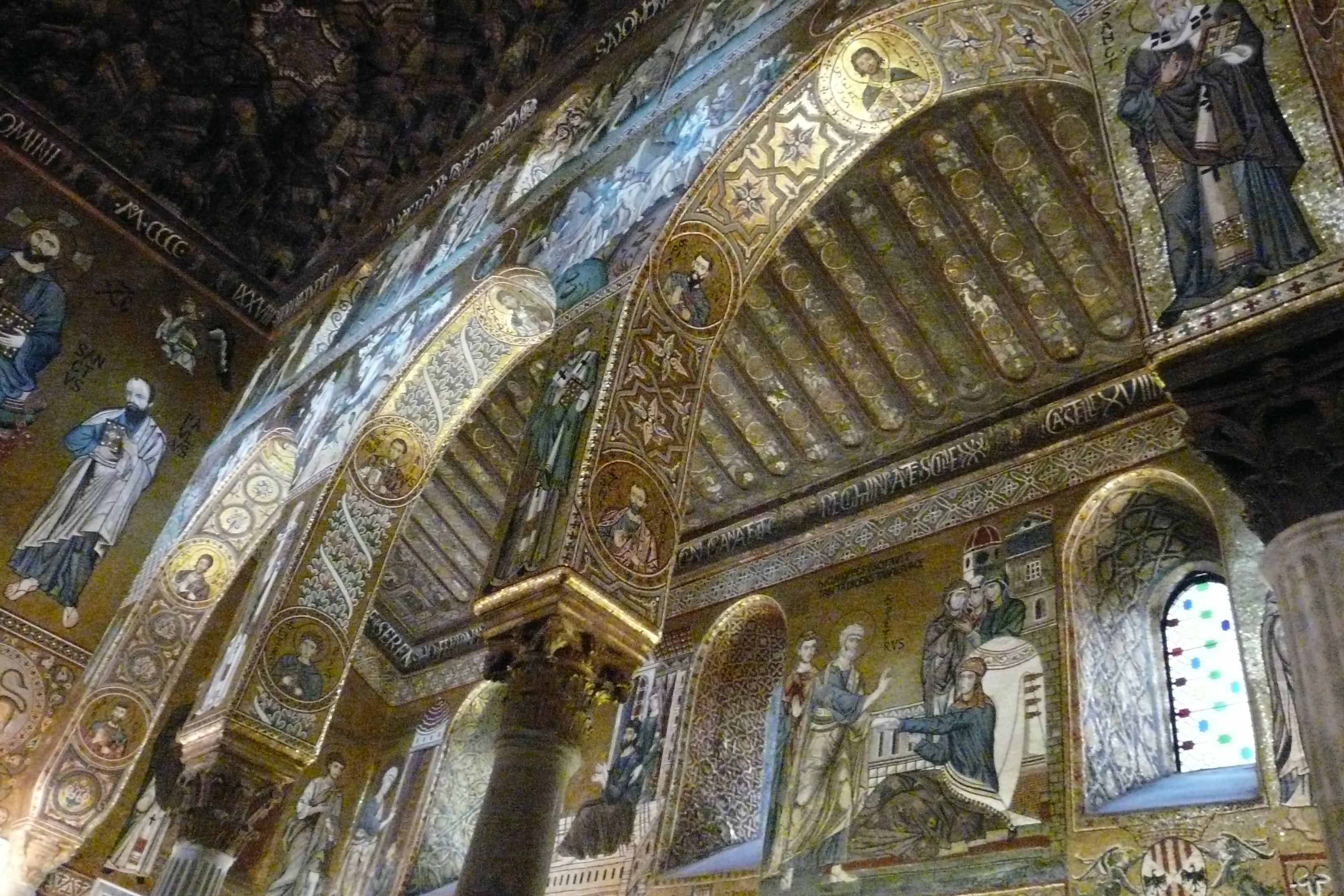
Mosaico de aparejo tessellatum
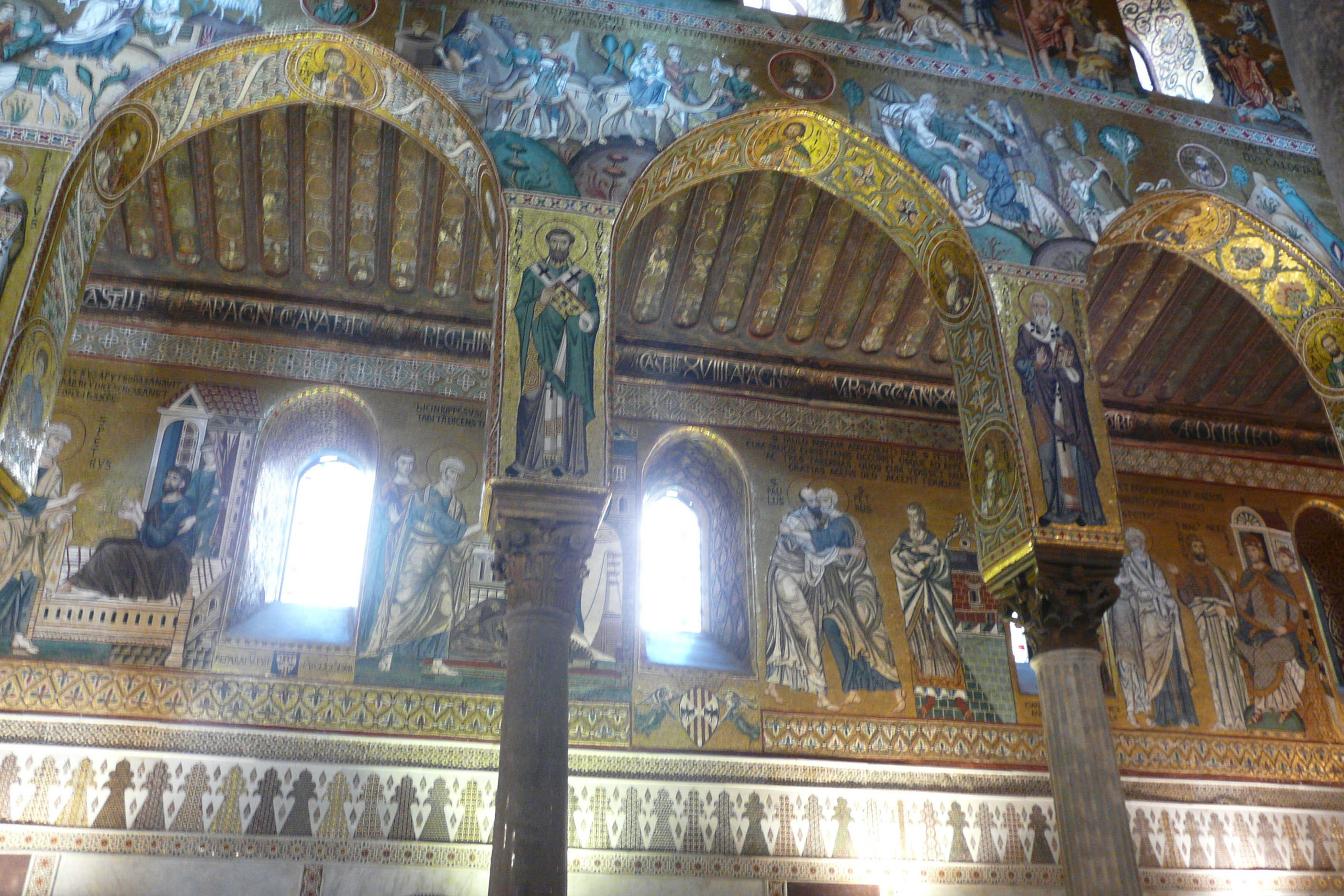
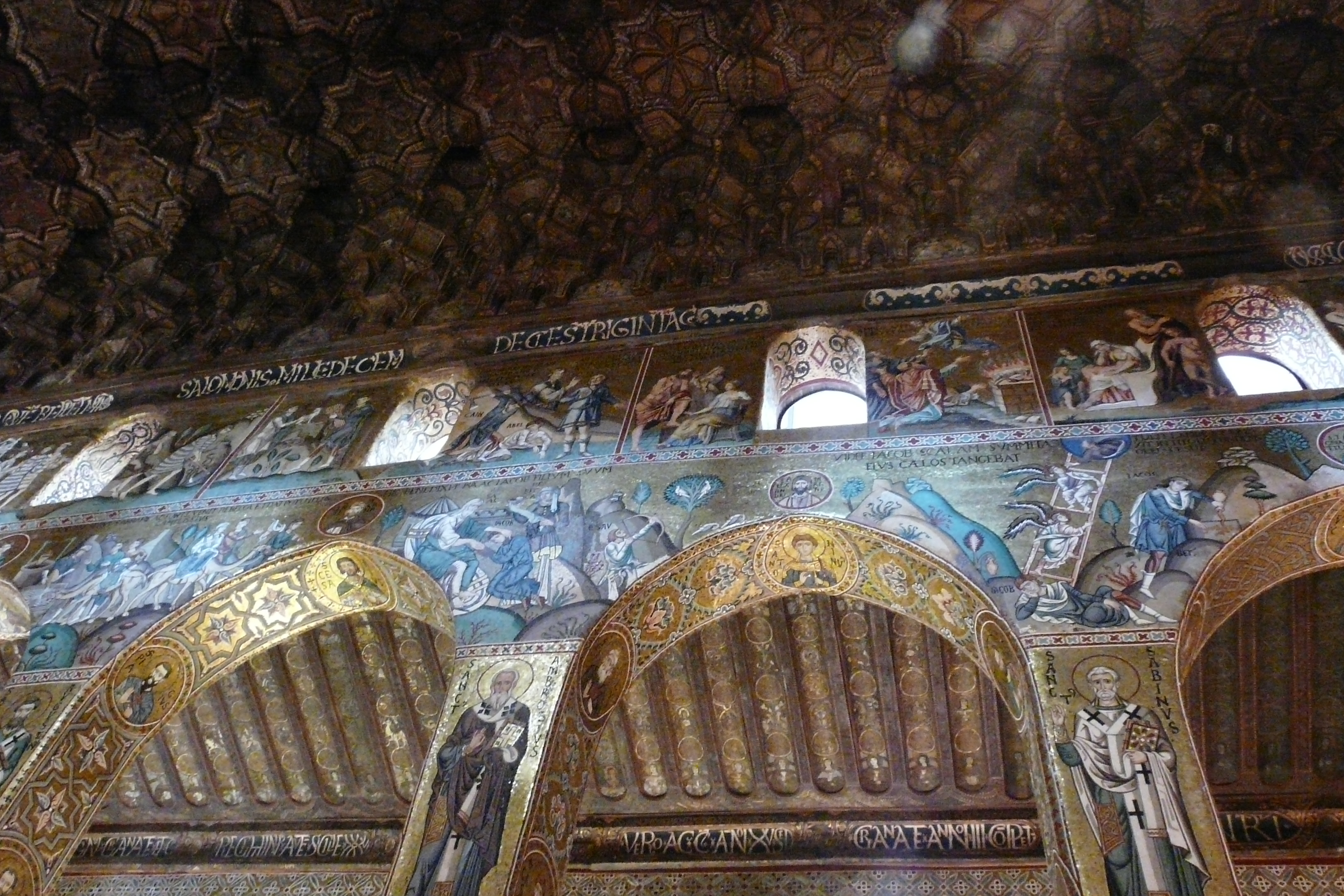
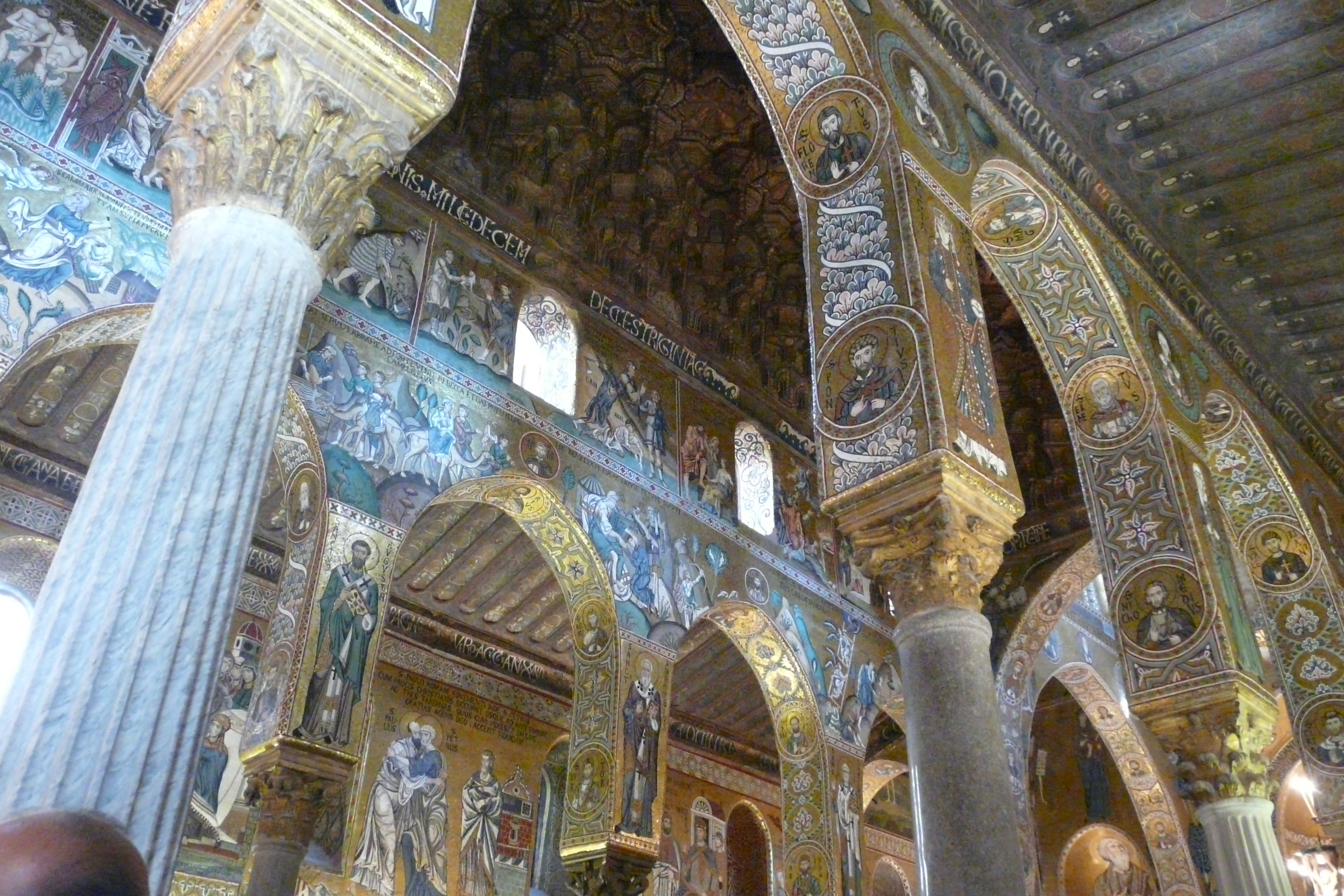

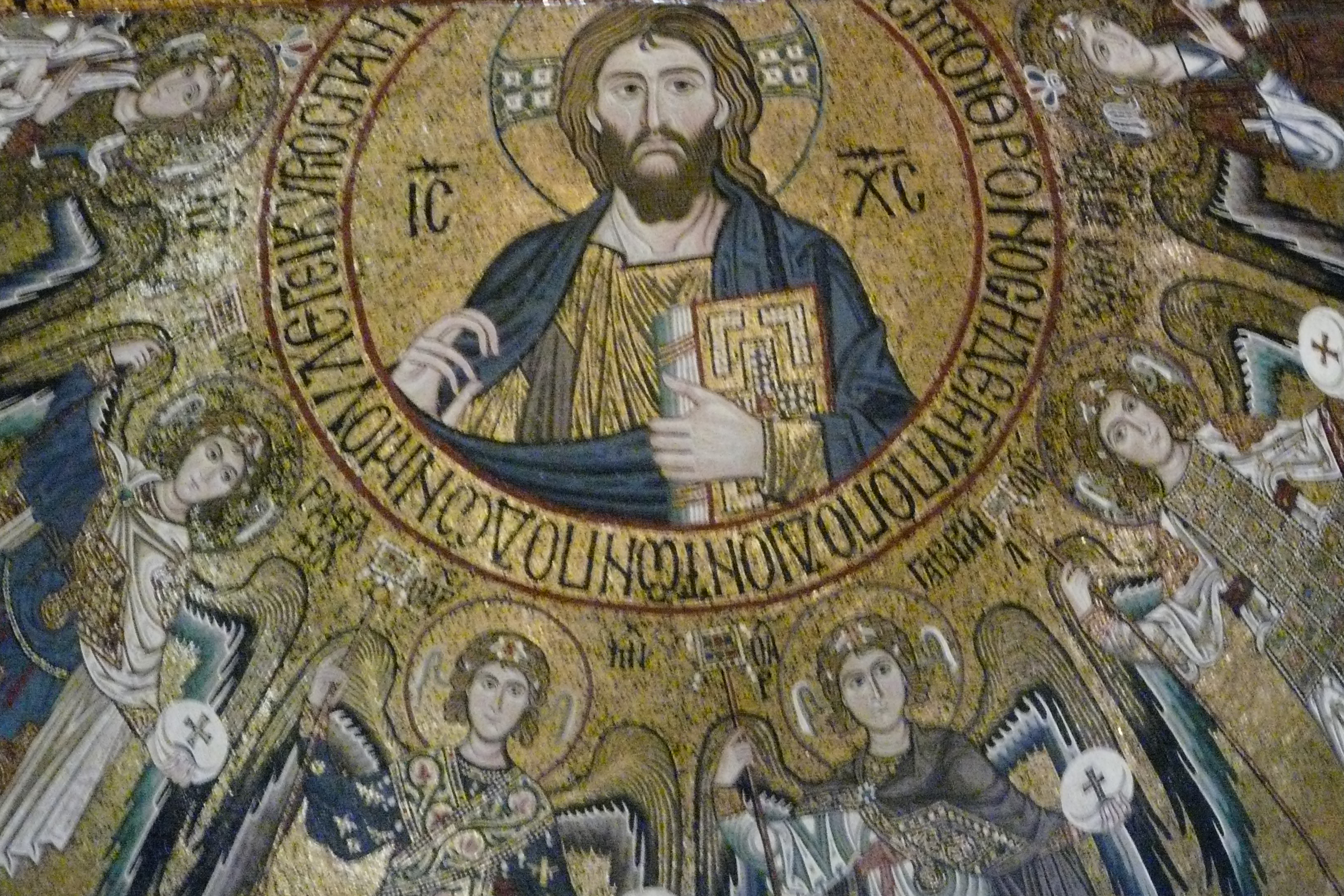
Cristo Pantocrátor
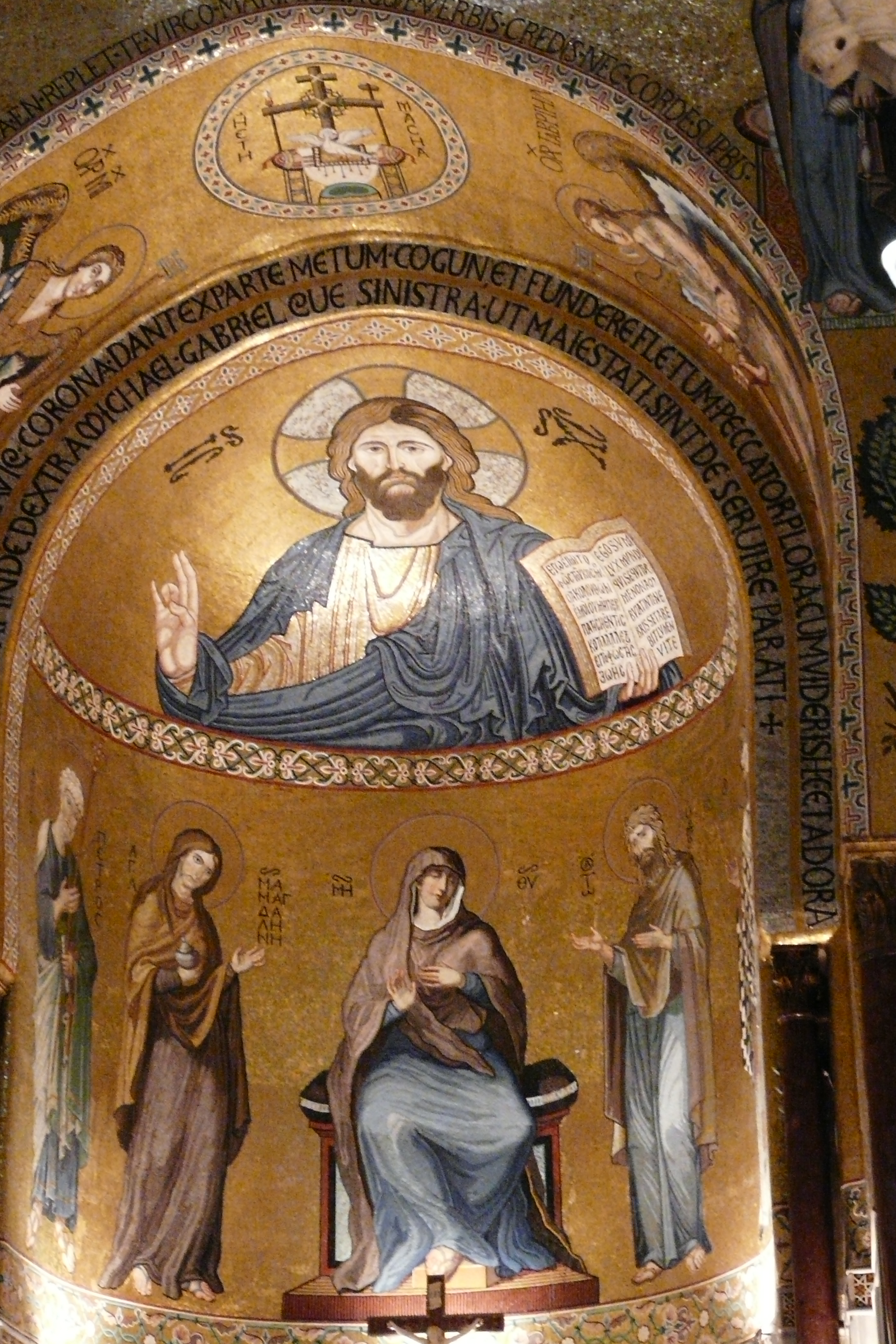
Mosaico en el ábside
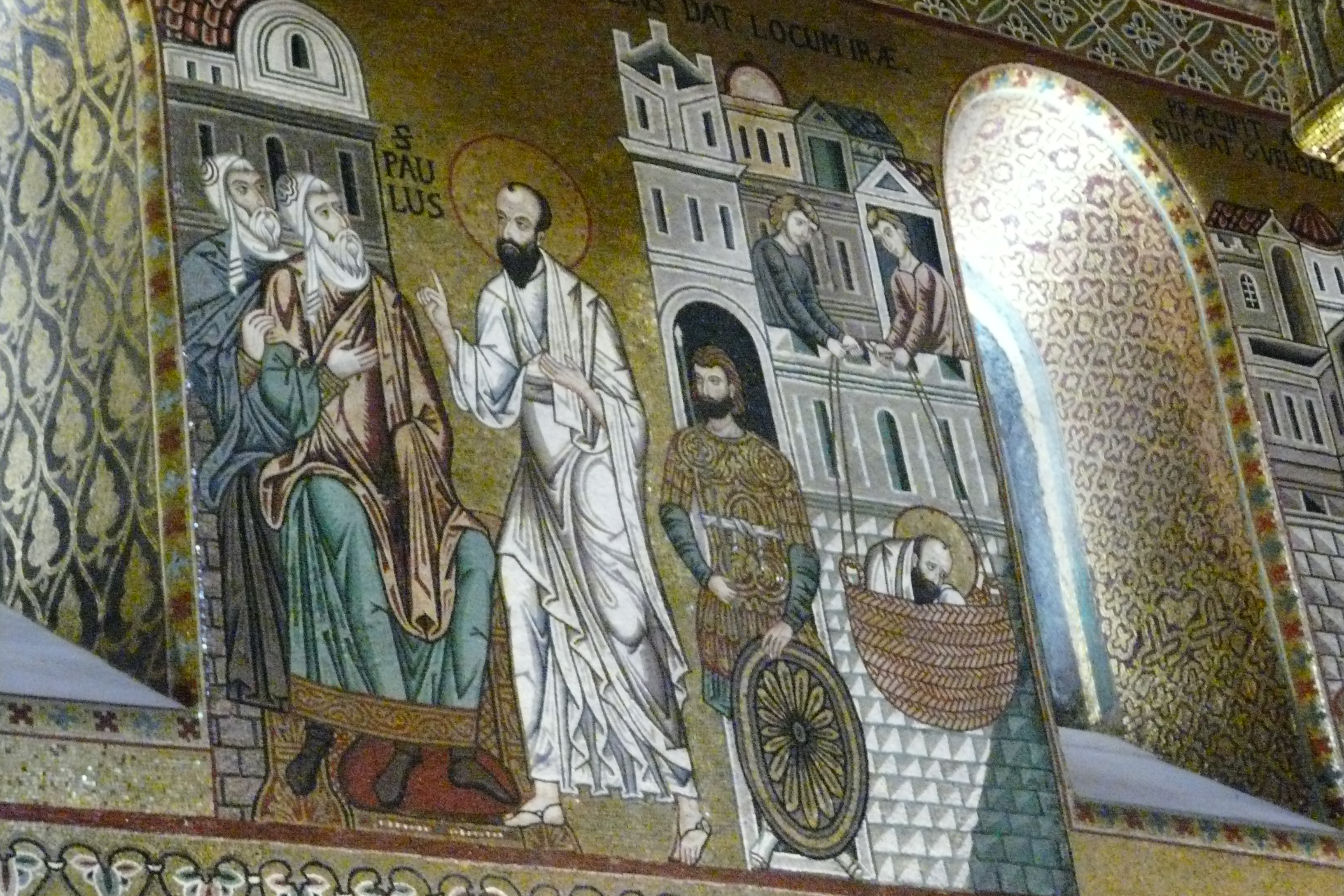
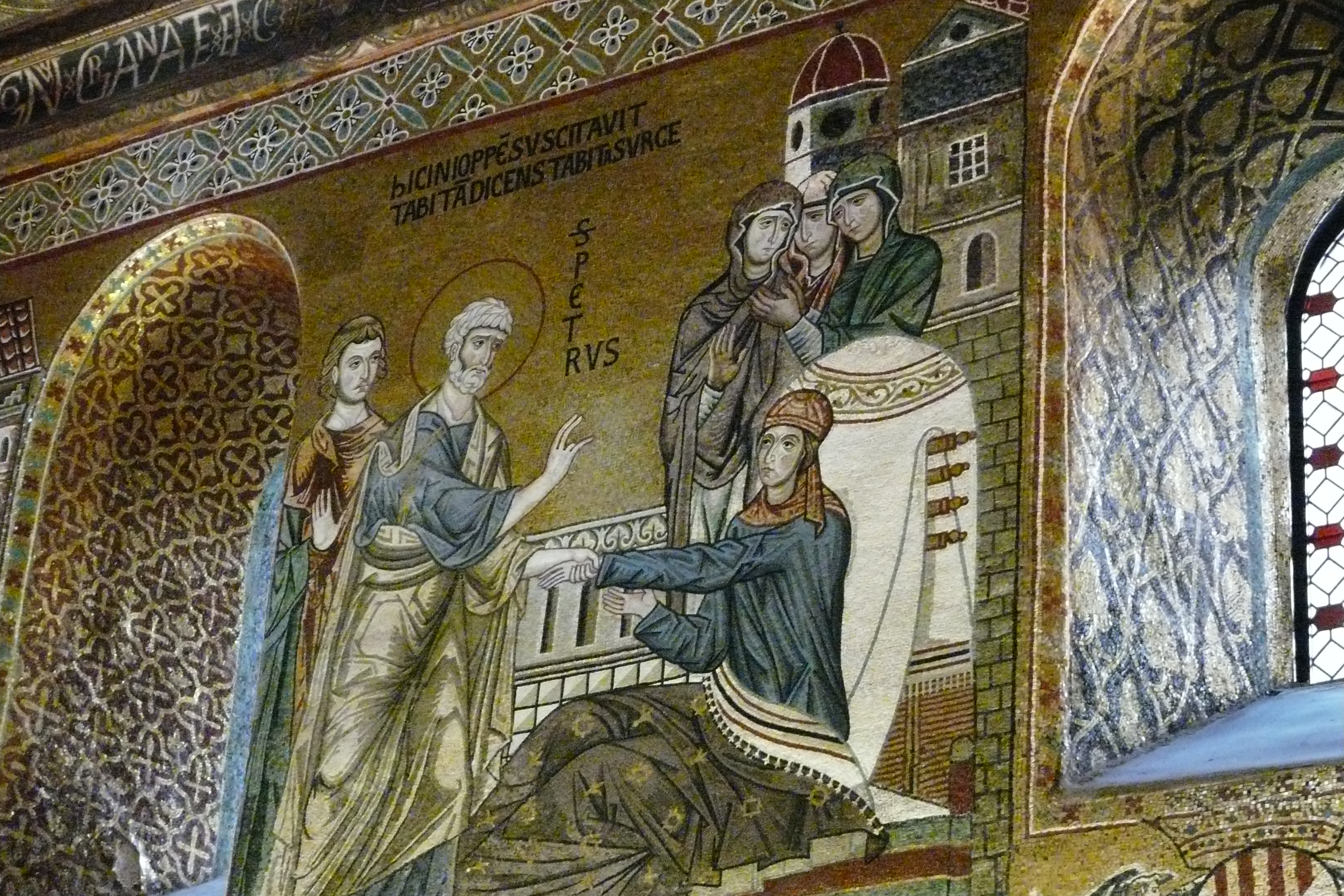
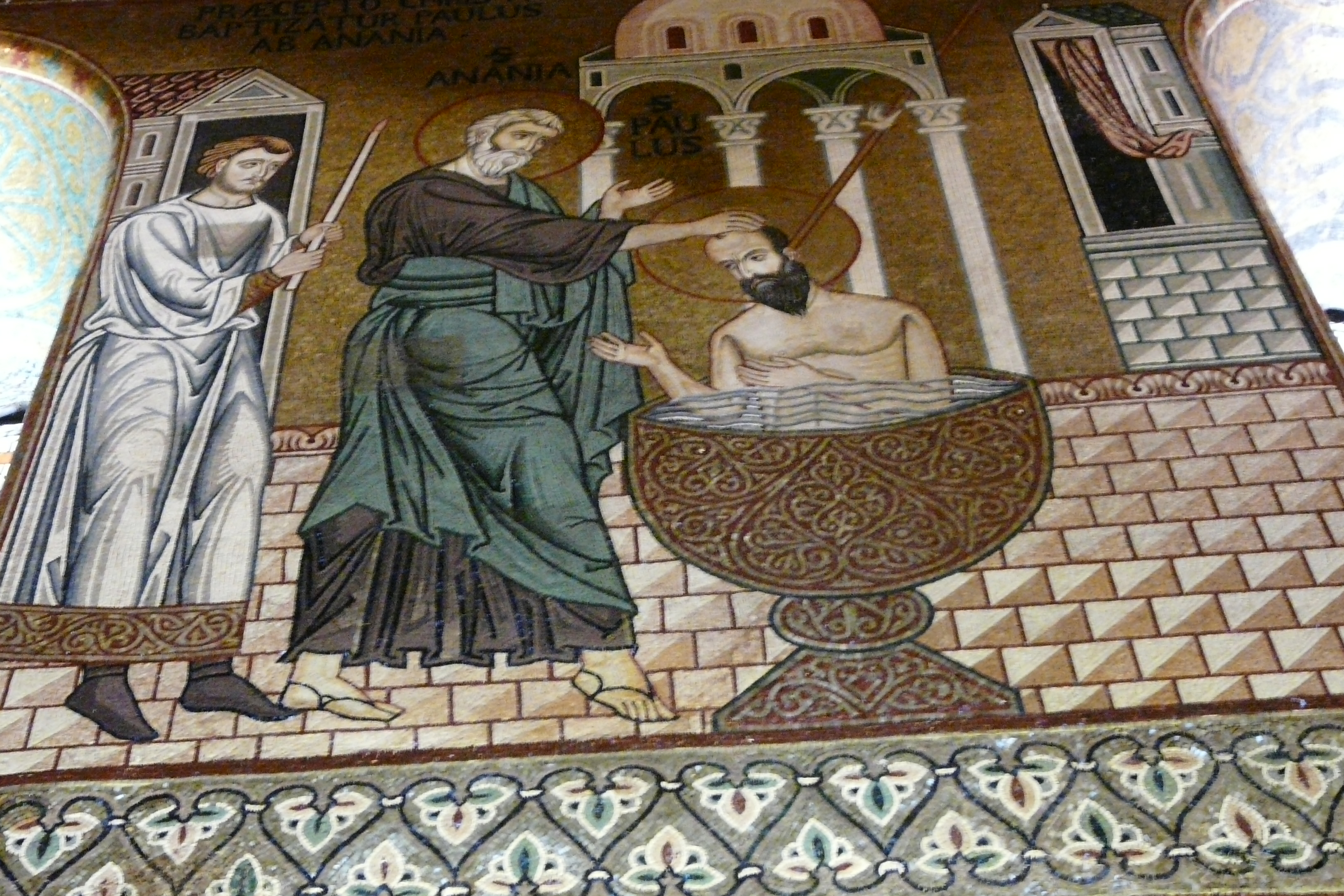
Escena del bautismo